# اسلام در قطر
اسلام در قطر، دین اکثریت جمعیت این کشور است. جمعیت مسلمانان این کشور ۶۷ درصد کل جمعیت آن گزارش شده اسلام در این منطقه در همان سالهای ابتدایی و با دعوت فرستاده پیامبر اسلام از حاکم وقت، صورت گرفته‌است.

## آمار
جمعیت مسلمانان این کشور نسبت به سایر ادیان، در اکثریت قرار دارد. این کشور، بعد از عربستان، یک کشور سلفی به‌شمار می‌آید. جمعیت محلی این کشور، همگی مسلمان هستند و علت تفاوت در برخی آمارها، حضور کارگرانی خارجی در قطر است که در نسبت مسلمانان، تأثیر می‌گذارد. بر طبق آمارهای منتشر شده در سال ۲۰۱۰، حدود ۶۷٫۷ درصد این جمعیت مسلمان هستند و ۱۳٫۸ درصد نیز مسیحی می‌باشند. ۱۳٫۸ درصد هندو و ۳٫۱ درصد نیز بودایی در این کشور حضور دارند. در پایان سال ۲۰۱۳، در این کشور ۱۸۴۸ مسجد ثبت شده‌است.

## تاریخ
در قرن قرن هفتم میلادی، سراسر منطقه عربستان درگیری سلسله حوادثی قرار گرفت که منجر به پذیرش اسلام در غالب این سرزمین شد. در سال ۶۲۸ میلادی، محمد نخستین فرستاده نظامی خود را علاء بن حضرمی را نزد حاکم وقت بحرین، منذر بن ساوی فرستاد و منذر نیز اسلام را پذیرفت. با پذیرش اسلام توسط منذر، تمام منطقه تحت سیطره وی، از جمله قطر (که جزئی از خاک بحرین به‌حساب می‌آمد نیز به سیطره اسلام وارد شد) از آنجا که در منطقه قطر، مسیحیان فعالیت داشتند، پیش‌بینی می‌شود که با پذیرش اسلام توسط حاکم بحرین، همه مناطق از جمله قطر، سریعاً اسلام را نپذیرفتند، با این وجود در پایان قرن هفتم، بیشتر مسیحیان قطر، به اسلام گرویده بودند یا به جاهای دیگر مهاجرت کردند. بعدها این منطقه شاهد حضور خوارج بود.
با مرور زمان، تعالیم دینی در این منطقه، به جد دنبال گردید و همین امر سبب شد تا مطالعات اسلامی در دانشگاه قطر به عنوان یک رشته تحصیلی تدریس شود. موزا بنت ناصر یکی از فارغ التحصیلان این رشته تحصیلی در قطر است. شهرک آموزشی قطر، دیگر دانشگاه آموزشی در قطر است که به تعالیم دینی در قطر اختصاص دارد. رئیس این دانشگاه، طارق رمضان، فیلسوف سوئیسی است که در دانشگاه آکسفورد تدریس داشته‌است. دیگر مرکز تحقیقات اسلامی در قطر، مرکز الفنار است که در حوزه مطالعات اسلامی فعالیت داشته و دروسی در خصوص زبان عربی و اسلام‌شناسی ارائه می‌نماید. از امکانات این مرکز می‌توان به کتابخانه مجهزش اشاره کرد که نسخ خطی بسیاری را در خود جای داده‌است.

## فرقه‌ها

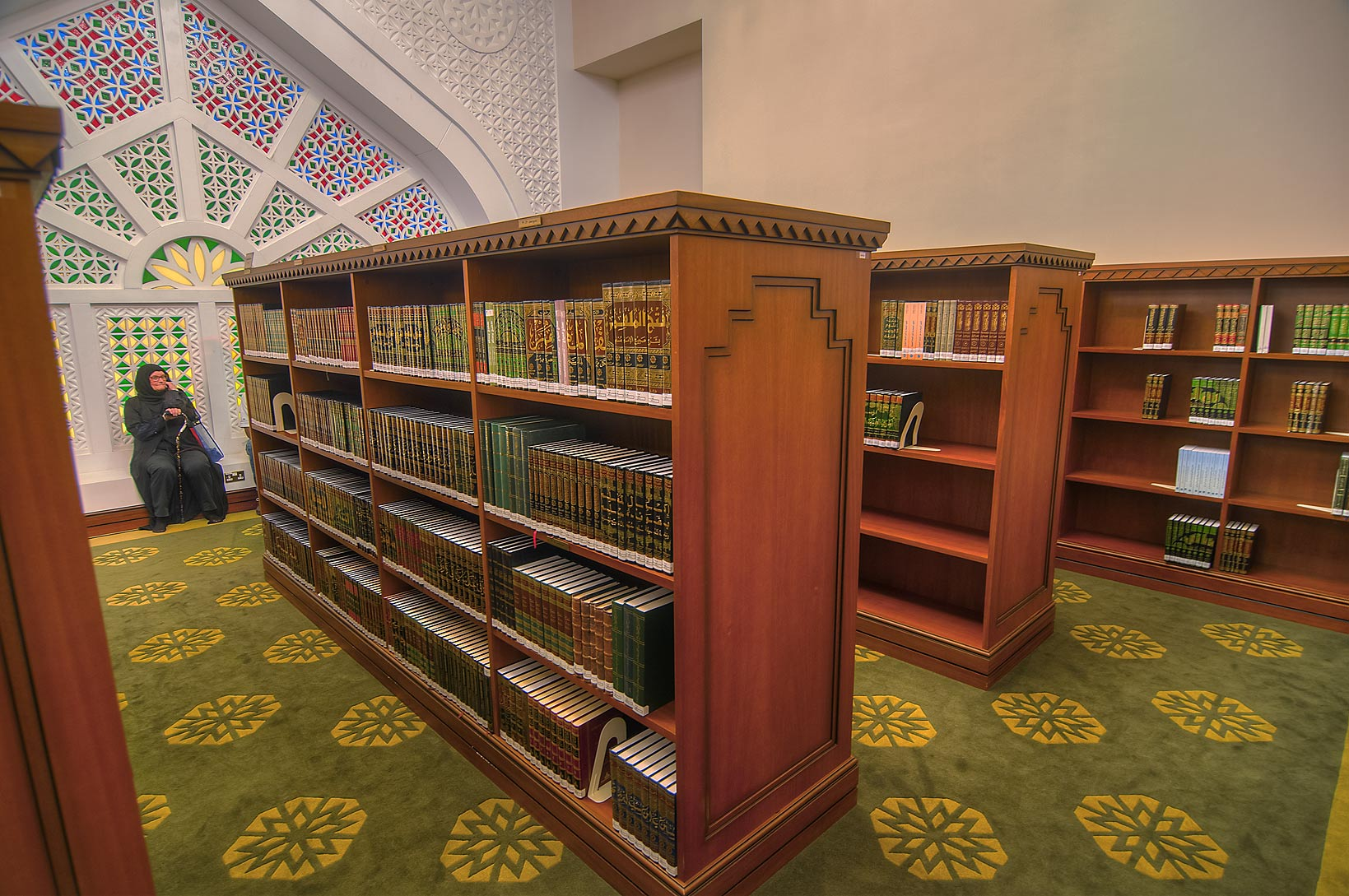
کتابخانه مسجد امام محمد بن عبدالوهاب (مسجد دولت) در دوحه.

### اهل سنت
اهل سنت، بیش از ۹۰ درصد مسلمانان کشور قطر را تشکیل داده‌اند. اکثر این اهل سنت، به سلفیت باور داشته و خوانش سلفی از اسلام را می‌پذیرند. مسجد جامع امام محمد بن عبدالوهاب، یکی از بزرگ‌ترین مساجد جامع این کشور است که به احترام بنیانگذار وهابیت، به این نام گذاشته شده‌است خود گواهی بر سلفی گری در این ناحیه می‌باشد.

### شیعه
شیعیان در این منطقه، حدوداً ۱۰ درصد از جمعیت مسلمانان را شکل داده‌اند. شیعیان در این منطقه، با وجود اقلیت در برابر اکثر اهل سنت، از آزادی مذهبی برخوردار هستند و برخی از آنان مناصب حکومتی بر عهده‌دارند. برخلاف برخی کشورهای همسایه همچون بحرین، شیعیان در این منطقه از گویش، فرهنگ و لباس مشترک با اهل سنت استفاده می‌نمایند. در بین شیعیان قطر و اهل سنت این منطقه، اختلافات و تنش‌های کمی گزارش شده‌است؛ یکی از این تنش‌ها در سال ۲۰۱۱ رخ داد. بر اساس گزارش منابع، گروهی از وهابیان در دوحه، به یک گورستان شیعی حمله کرده و آسیب‌هایی را وارد ساختند؛ این گروه وابستگان به وزارت اسلامی قطر معرفی شدند. امیر قطر با محکوم کردن این اقدام، به نشانه احترام، در مراسم تشییع جنازه یک شیعه شرکت نمود.